# فرانك كارول (مدرب هوكي جليد)
فرانك كارول هو مدرب هوكي جليد كندي، ولد في 20 ديسمبر 1879 في جيلف في كندا، وتوفي في 24 يونيو 1938 في Birch Cliff ‏ في كندا بسبب غرق.

## وصلات خارجية
- فرانك كارول على موقع HockeyDB.com (الإنجليزية)